# Жарок-Ярославский
Жарок-Ярославский — железнодорожная станция Вологодского региона Северной железной дороги, находящаяся в деревне Жарок Любимского района Ярославской области.
Поезда дальнего следования на станции не останавливаются.

## История
Станция открыта в 1918 году в составе пускового участка Данилов — Буй протяженностью 91 км..
В 1968 году, в ходе электрификации участка Данилов — Номжа, станция была электрифицирована на переменном токе 25кВ.

## Деятельность
Коммерческие операции, выполняемые на станции:
- посадка и высадка на поезда местного и пригородного сообщения[2].

## Пригородное сообщение по станции
| № поезда | Маршрут движения | № поезда | Маршрут движения |
| -------- | ---------------- | -------- | ---------------- |
| 6321     | Буй — Данилов    | 6322     | Данилов — Буй    |
| 6325     | Буй — Данилов    | 6326     | Данилов — Буй    |